# Meseta Rompehuesos
La  Meseta Rompehuesos (en inglés: Breakbones Plateau) es una pequeña meseta formada por lava, que se encuentra al norte de la Planicie Quimera en la Isla Candelaria del archipiélago Candelaria en las islas Sandwich del Sur.
Contiene numerosas fumarolas pequeñas con vegetación. El nombre fue aplicado por el Comité de Topónimos Antárticos del Reino Unido en 1971 haciendo referencia tanto al difícil acceso para personas como la presencia de una gran colonia de cría de petreles gigantes (Macronectes giganteus), a veces denominados en inglés como breakbones. No existe nombre oficial en la toponimia argentina del archipiélago.
La isla nunca fue habitada ni ocupada, y como el resto de las Sandwich del Sur es reclamada por el Reino Unido que la hace parte del territorio británico de ultramar de las Islas Georgias del Sur y Sandwich del Sur, y la República Argentina, que la hace parte del departamento Islas del Atlántico Sur dentro de la provincia de Tierra del Fuego, Antártida e Islas del Atlántico Sur.